# Александрово (Бидґозький повіт)
Александрово (пол. Aleksandrowo, нім. Alexanderhof) — село в Польщі, у гміні Добрч Бидґозького повіту Куявсько-Поморського воєводства.
У 1975-1998 роках село належало до Бидгощського воєводства.